# Национальный медицинский исследовательский центр травматологии и ортопедии имени Н. Н. Приорова
«Национа́льный медици́нский иссле́довательский центр травматоло́гии и ортопеди́и и́мени Н. Н. Прио́рова» (ЦИТО) — крупная российская исследовательская ортопедическая клиника в Северном административном округе Москвы.
Полное наименование организации — «Федера́льное госуда́рственное бюдже́тное учрежде́ние „Национа́льный медици́нский иссле́довательский центр травматоло́гии и ортопеди́и и́мени Н. Н. Прио́рова“ Министерства здравоохранения Российской Федерации».

## История
22 апреля 1921 года на окраине Тимирязевского лесопарка для лечения инвалидов первой мировой и гражданской войн и разработки актуальных проблем ортопедии и протезирования был организован Лечебно-протезный институт Московского отдела здравоохранения. Его создателем и многолетним руководителем был крупнейший травматолог-ортопед, действительный член АМН СССР, заслуженный деятель науки РСФСР, профессор Николай Приоров.
С 1930 года институт реорганизован и стал именоваться Центральный институт травматологии и протезирования Минздрава СССР, ставший головным учреждением страны в этой области медицины.
1940 год -  в институте стали осуществлять методическое руководство работой по борьбе с травматизмом, а также организация специализированной травматолого-ортопедической помощи населению и получил наименование Центрального института травматологии и ортопедии.
В 1952 году было создано отделение спортивной, балетной и цирковой травмы, которое возглавила З. С. Миронова. В этом отделении были сделаны операции многим советским спортсменам и артистам.
С 1972 по 1974 год учеными из Государственного института травматологии и ортопедии совместно с НИИ механики МГУ проводились исследования и клинические испытания экзоскелетных систем для медицинского применения, разработанных Миомиром Вукобратовичем в Институте им. Михаила Пупина в конце 1960-х годов.
В 1971 году Центральному институту травматологии и ортопедии присвоено имя Приорова. Этот институт был методическим центром для 19 научно-исследовательских институтов травматологии и ортопедии, открытых в крупных городах СССР.
ГУН ЦИТО — крупнейшая база научных исследований в области диагностики и лечения в травматологии, ортопедии, костной патологии и реабилитации, как у взрослых пациентов, так и у детей. В институте действует 15 научно- клинических отделений, 17 клинико-диагностических лабораторий и научных отделов, 16 операционных залов, две консультативные поликлиники, патологоанатомическое отделение (морг). На функциональной основе в ЦИТО работает 2 центра: научно-практический центр травматологии, ортопедии и реабилитации детей и подростков. На базе ЦИТО работают две кафедры повышения квалификации травматологов-ортопедов (МАПО и ММА им. И. М. Сеченова). ЦИТО имеет научно-технический отдел с лабораторией испытания новых материалов медицинской техники и метрологии.
По состоянию на 2021 год ЦИТО — не только всероссийский центр по оказанию помощи больным травматологического и ортопедического профиля, но и крупнейшее учреждение науки и методический центр России в области травматологии и ортопедии. Клиника института располагает 500 койками, 11 операционными залами и экстренной операционной. В течение года институт оказывает помощь более 6100 больным, в том числе 1120 пациентам с острой травмой. Больным предоставляются двух- и четырехместные палаты, палаты люкс со всеми удобствами.
Травмпункт принимает за год около 6000 больных.

## Известные учёные
- Р. Р. Вреден
- Г. И. Турнер
- Г. А. Альбрехт
- Н. Н. Приоров
- Н. Н. Бурденко
- Н. А. Бернштейн
- М. И. Ситенко
- В. Д. Чаклин
- Б. П. Попов
- Ф. М. Хитров
- М. В. Волков

## Руководители
- 1921—1961 — Приоров, Николай Николаевич
- 1961—1984 — Волков, Мстислав Васильевич
- 1985—1998 — Шапошников, Юлий Георгиевич
- 1998—2019 годы — Миронов, Сергей Павлович
- 2019—2020 — Загородний Николай Васильевич (и. о.)
- 2020—2022 — Губин, Александр Вадимович
- 2022 — наст. время — Назаренко, Антон Герасимович

## Клинические подразделения
- Отделение травматологии взрослых
- Отделение эндопротезирования
- Отделение микрохирургии и травмы кисти
- Отделение спортивной и балетной травмы
- Отделение последствий травм опорно-двигательной системы и гнойных осложнений
- Отделение костной патологии
- Отделение патологии позвоночника
- Отделение ортопедии взрослых
- Отделение детской травматологии
- Отделение детской ортопедии
- Отделение детской костной патологии и подростковой ортопедии
- Патологоанатомическое отделение
- Отделение реабилитации
- Отделение анестезиологии-реанимации

## Лаборатории
- Объединенная клиническая лаборатория с отделением переливания крови
- Лаборатория консервации и трансплантации тканей с костным банком
- Лаборатория микробиологии
- Лаборатория патоанатомии
- Лаборатория соединительной ткани с группой клинической генетики
- Лаборатория функциональной диагностики с группой биомеханики и клинической физиологии